# Amegilla niveata
Amegilla niveata es una especie de abeja excavadora perteneciente al género Amegilla, categorizada en la tribu Anthophorini, de la subfamilia Apinae.
Fue descrita científicamente por el entomólogo alemán Heinrich Friedrich August Karl Ludwig Friese en 1905. Aparece registrada y publicada en una sección de Zeitschrift Für Systematische Hymenopterologie Und Dipterologie, Vol. 4 de 1905.

## Distribución
La especie se distribuye por India, Nigeria, Mozambique, Namibia y Sudáfrica.